# 幕張サボテンキャンパス
『幕張サボテンキャンパス』（まくはりサボテンキャンパス）は、みずしな孝之による日本の4コマ漫画。サボキャンと略される。『まんがくらぶ』、『まんがライフオリジナル』、『まんがくらぶオリジナル』（いずれも月刊、竹書房・刊）に連載された。単行本全11巻（文庫版は全6巻）。

## 概要
8年にわたる長期連載で多くの個性的なキャラクターが誕生し、作者の代表作となる。千葉県千葉市花見川区幕張周辺にある架空の大学が舞台で、大学生活の日常を描いた内容。
ストーリーは主人公・柏明日香の入学から始まり、大学生活、大学職員時代、大学院生としての日々が描かれる。基本的にはギャグでありながら、その端々で登場人物の友情や成長、将来の進路など学生時代特有のドラマがストーリー4コマ形式で展開し、子供から大人まで幅広い人気を得た。
キャラクターの苗字あるいは名前は、千葉県内に実在する駅名や地名をもとにしている。また、ほぼ毎回の扉絵には千葉県の名所を描いていた。他にもマックスコーヒー、なのはな体操、鴨川シーワールド、マザー牧場など千葉県に関するネタが随所に含まれ、地元民なら一層楽しむ事ができる。登場人物たちは何度か旅行等で千葉県からの脱出を試みたものの、遂に作中では千葉県外を舞台とする事はなかった。
なお連載開始時、作者は現役大学生であったが、連載中はたびたび千葉県出身と勘違いされたようである。自身は「千葉県内の特定の大学を舞台にしたわけでも、通っていたわけでもない」と述べている。また各キャラクターの所属する学部および研究科の概念も曖昧で、大部分のキャラクターの所属学部・研究科が明示されていない。
連載を経るにつれ、画風の変遷という以上にキャラクターの顔や体型がかなり変化している。作者自身も11巻の描き下ろし4コマで自らネタにしており、曰く「自分で描いた漫画を後々見直さない」のが原因との自己分析がある。
作中では作者の別漫画のキャラクターがカメオ出演している場合がある。また連載終了から3年後の『まんがくらぶオリジナル』2006年7月号にて『けものとチャット』とのコラボレーション漫画『けものとサボテンキャンパス』が掲載された（バンブーコミックス『けものとチャット』第3巻に収録）
完結後5年が経った2008年に文庫版が発売され、作者にとって初の文庫化作品となった。
2016年から2018年まで『まんがライフオリジナル』で連載されていた『猫喫茶いぬい』では一部の主要キャラクター達がレギュラーキャラやゲストキャラとして登場している。

## 主な登場人物
※人名のリンク先は元ネタとなった千葉県内の駅名。

### 大学関係者
柏 明日香（かしわ あすか）
本作品の主人公。凄まじく散らかった部屋で暮らし、サボテンやマリモすらも枯らしてしまう（連載開始当時の流行語であった「サボテン女」）。およそ見た目通りの無気力でのん気な性格（ただし、連載初期は桜子よりも腹黒い性格に描かれている）で、「楽して生きたい」がモットー。津田沼たちの手伝いで部屋を掃除しても、またすぐに元通りになる。たまに、明日香本人の意思で片づけを行おうとすると異常気象などを起こすことがある。おかっぱ頭と大きな半開きの眠そうな目が特徴で、鼻と口は描かれず、食べ物を食べたり鼻血を出しているとき以外は鼻や口がどこにあるか分からない。よくガチャピンに間違えられる。また男性に間違えられたこともある。悪意1000%譲りの面白Tシャツを良く着ている。大学卒業後は桜子とともに大学事務の1年間のアルバイトを経て大学院に入る。誕生日は8月18日。身長155cm（以下、身長は注釈のない限り2巻の対比図を参照）。連載当初は中肉中背の女性らしい体型で、Tシャツの胸元から見える鎖骨も描かれていたが、連載を重ねるごとに大幅にデフォルメが進み、中盤以降は横に広がった丸顔と寸胴な体型の3～4頭身に描かれている。当初のモデルは作者の友人で、部屋の様子も似ているとのこと。
長姉であるカコから「あるがまま」の定義を教えられ、カコの受け売りで詩を書いてみたところ大好評、一躍時の人となった事もあった（余談だが、この時と初期と事務アルバイト以外では一切働いているシーンがない）。最終的に君津と同棲して、届出を出していない事実婚ではあるが子供を1人もうけている。
『喫茶いぬい』では終盤に登場。桜子と共に猫喫茶いぬいに来店し、十数年ぶりにテレビの会見でいぬいを大繁盛させるきっかけを作った。
三咲 桜子（みさき さくらこ）
明日香の親友で、美人だが性格は腹黒で、大学ではカンニングやプリペイドカード偽造などの数々の違法行為に手を染め、また人を殴り飛ばせるほどの怪力と運動能力を見せる（連載初期はこれらの特徴が顕著ではなかったが、話を重ねるごとにエスカレートしている）。そのため脂肪がないためか水の上で一切浮かばず、カナヅチである。しかし水中を走るという超人的な動きを見せる。車の運転は過激で危険。「幕張に舞い降りた堕天使」の異名を持つ。非常に気まぐれで、時折くだらない事を思いついては周囲を混乱の渦に巻き込む。負けず嫌いで、自分の失言を現実のものとするために紅白歌合戦に乱入した事さえある。ただ友人に対しては面倒見がよく、いわゆる姐御肌。一方で恋愛事には無関心で、千葉が桜子に好意を寄せていたことがあるが千葉の片思いに終わっている。小学校の教師を目指しており教育実習も経験した。未散は弟。誕生日は3月29日で、桜真っ盛りに生まれたから桜子という名をつけたという。身長164cm。モデルは明日香と同じく作者の友人で、以上2人のモデルは巻末の姉妹編「実録サボテンキャンパス」および「しなしなぶらり旅」にも出演している。
卒業後は那須香たちの担任となり、大学時代と変わらぬ手口で彼女らの大学入試の手伝いまでしている。
『猫喫茶いぬい』では終盤に登場。明日香と共にいぬいを訪れていぬいを大繁盛させるきっかけを作った。篠綺咲は教え子で定職をつかないままいぬいに来ている未散をキツく叱っていた。
誉田 武（ほんだ たけし）
関西弁でいつも賑やかなお笑い芸人的キャラ。作中ではボケ役を演じ、桜子にはよくどつかれる。学費から何から、全ての費用をアルバイトで賄う勤労青年。授業に出ずバイトに励んだすえ、立て続けに留年してしまう。学園祭の出店巡りが好きで、後には届出なしのゲリラ出店をもくろむ。生き別れの母親と再会するなど、劇的なドラマを展開させる事もある。身長152cm（少なくとも男性の主要登場人物の中で最も身長が低い）。
恩田仁は弟。卒業後「有名人になる」という目標を掲げ、テレビ出演や矢切との結婚を成し遂げている。
『猫喫茶いぬい』では芸能事務所のマネージャーとして登場。ピーナッツガールズの篠綺咲のマネージャーを務めており、猫喫茶いぬいのアルバイトを勧めた。最終回では猫喫茶いぬいのチェーン展開を進めるも失敗し、元々あった一店舗だけ残すだけになった。
津田沼 聡（つだぬま さとし）
2浪しているため、明日香たちより年上。世話焼きで家事全般が得意なので、男性でありながらメンバーの「母親」的存在。将来の夢は「日本一の小料理屋」を開くこと。明日香の散らかった部屋を見ると片付けたくて仕方なくなる（でもすぐ汚される）。帽子を良くかぶっている。「さだまさし研究会（さだ研）」部長だが、活動内容は何のサークルだか分からなくなっている。料理の腕前はプロ級で、学園祭における彼の料理屋台は名物となり、ついには日本中の料理研究家、総理大臣、有名スポーツ選手をはじめとして、世界中のVIPまでが屋台に並ぶという現象まで起きた。またバレンタインデーともなれば、多くの女子学生に頼まれて手作りチョコを提供するなど、大学の恋愛事情を影で支える存在でもある。卒業後は1浪、学生食堂のアルバイトを経て大学院に進学。キノコが苦手（初期では平気だったが、桜子とのある一件のせいでダメになった。なおその様子は一切絵にされていない）で重度の花粉症。またいわゆる下戸であることから酒癖が悪く、加えて運動音痴という欠点がある。年下の女性から好意を寄せられることがあるが、大抵酒癖で引かれてしまう。誕生日は4月20日。身長182cmと、主要登場人物の中では最も長身。
卒業後はバイトを続けていた大学院内の喫茶を譲り受けて小料理屋に改装し、店主となった。
『猫喫茶いぬい』では未登場だが未散とは仲が良く未散が料理作りをするきっかけ作っている。
三咲 未散（みさき みちる）
桜子の弟。愛称「ミサチル」または「チル」。法学部。日本国憲法の前文を暗唱できる（ユカチン曰く「ミスター梅介もビックリ」）。ちとせのストーカーぶりに悩まされていたが、根負けして交際を始める。ところが今度はあっさりふられ、逆にちとせのストーカーになる。そのこともあってか留年してしまい、ちとせと同じ学年になる。しかし、卒業式の日にプロポーズに成功し、これまたあっさり結婚してしまう。基本的に幸薄く、気が弱くて煮え切らないところがあって頼りないが、一途な面もある。しかしドライビングテクニックは姉同様に危険。以前はかなりのシスターコンプレックスだったが、ちとせと交際してからは改善する。誕生日は3月30日で、桜がまだ散っていないからという名づけらしい。卒業後はホストクラブでホール係としてアルバイトをはじめ、源氏名は本人曰く「覚えやすいから」という理由で「サクラ」としたが、桜子からは自分の名前を勝手に使ったため、どつかれる結果となった。身長169cm。
『猫喫茶いぬい』では準レギュラーキャラとして登場。失職しておりよく猫喫茶いぬいに娘の美咲と共に訪れている。ちとせとは家に帰っても怒られるだけという理由で美咲と共に別居中。また、津田沼の影響で料理が趣味になっており自身が作った料理をSNSにアップしている。最終回では写真家に転職した乾芦雪の跡を継ぎ、猫喫茶いぬいの店長として切り盛りしている。
八積 ちとせ→三咲 ちとせ（やづみ - →みさき - ）
小柄で可愛らしい外見に反し、ドライな性格で格闘技ファン。未散への重度のストーカー行為など、危険な言動が後を絶たない。未散との交際を経て別れた後で立場が逆転し、未散のストーカー行為の対象になる。が卒業式の日に未散のプロポーズを受け、そのままゴールイン。卒業後は普通に働いているが、麻雀好きが発覚したりホストクラブにハマったりと、相変わらず過激な面を見せる。登場初期は口が描かれていたが、暫くして明日香同様描かれなくなった。最終回では一児の母になる。
矢切 真知（やぎり まち）
千葉ローカルアイドル「ピーナッツ娘。」のメンバー。愛称「やぎっち」。TV番組の罰ゲームで入試を受け、大学に入学。芸能人のオーラを自在に操り、TVと素ではほとんど人格が変わる。売れっ子アイドルながら、授業の出席率は非常にいい。ラジオのレギュラー番組を毎週授業中の教室からの生放送している。酔うと愚痴ったり、脱退をほのめかしたりする。また、誰も知らない芸能界の裏事情に精通しており、仲間内の宴会トークでは桜子でさえおののくネタを暴露する。連載中盤からの加入キャラでありながら、最後まで初期メンバーに交じってレギュラーとして活躍した。身長152cm（7巻より）、誕生日は1月20日。
最終回までに誉田と結婚、「バカップル」として知られるようになる。芸能人は続けている。
ユーカリ・パキン
オーストラリアからの留学生。愛称「ユカチン」（初登場時から短期間は「ユカちゃん」と呼ばれていた）。若く見えるが30代の人妻で、元モデル。夫はロシア人の元五輪選手。桜子の入れ知恵で日本語を間違って覚えている（通称・ユカチン語）。留学していた大学院を修了後、研究員として大学に残る。日本語、特におやじギャグを研究している。身長177cm。
のちにオーストラリアに帰国し、日本語教室を開いた。相変わらず一風変わった日本語や日本知識を教えている。
君津 拓三郎（きみつ たくさぶろう）
未散の親友。通称「キミタク」。法学部。学内でも1.2を争う端整なルックスで、幼い頃から入れ食い状態という感じでモテていたが、周囲から嫉妬されていじめを受けることも多かったらしい。それが故に、思い込みが激しい自意識過剰な性格となってしまい、しばしば常軌を逸した行動をとって周囲から変人扱いされている。偶然明日香とすれ違いざまに走った静電気を「ビビっときた」と勘違いし、それ以降明日香に片想いして追いかけ回すようになる。明日香は迷惑しつつも上手くあしらっている。一度、明日香が卒業によって大学を去った際、学業意欲を失い中退も考えたが、彼女が大学職員として働いていることを知り思い留まった。本来頭は良く、テストで満点を取ったり、1998年時点でタッチタイピングが出来たりしている。また、自分（と明日香）に関する事以外では至ってまともで理性的であり、迷える未散に的確なアドバイスを送ったこともある。好きな番組は「めざましテレビ」。身長176cm。
マスコミから姿を消し行方不明といわれていた明日香を部屋のガラクタの山に埋もれていた中から救出し、同棲するようになる。
千葉 みなと（ちば みなと）
津田沼のサークル仲間。年上好みで、当初は桜子に好意を持っているそぶりが見られたため、未散から目を付けられる（しかし、シスコン克服後には殆どそれもなくなる）。得意技は「偶然の出会い」で、とかくいろんな場所のモブに地味に出現する。身長163cm。
卒業後は会社員になるが、自分の教育係となった先輩社員との反りが合わない事もあって自主的に退社し、夢だったストリートミュージシャンとなる。
薬園台 松子（やくえんだい まつこ）
明日香をライバル視する（入学式後の昼食で自分が食べたかった定食を、割り込んできた明日香に取られたことが発端らしい）。かつては高飛車で流行にうるさい今時の女子大生だったが、連載中盤でインドへの旅を通じて自分を見直し、頭を丸めたりもしたが、当時「進め!電波少年」発端のヒッチハイクブームに意図せずして乗っかってしまった。その後は流行から切り離されるが、今度は中国旅行で東洋思想にハマる。意外と秀才らしく明日香たちより1年早く大学院に進学。実は家族思いで家庭的な一面を持つ。身長168cm。
卒業後は海外での経験を生かし添乗員になった。ギリシャ文化にハマる。
里見 密成（さとみ みつなり）
通称「ミッチー」。一人だけの演劇部を支える演劇バカ。前衛的な（実際にはコントまがいの）演劇を披露する。キミタクのハイテンションぶりを目の当たりにし、部員として勧誘する。ウソつきで特技は文書(特に筆跡の)偽造。妹の由貴緒を溺愛している。
ホストクラブのダンサーを経験後、ピーナッツ娘。の振付師に。
里見 由貴緒（さとみ ゆきお）
いつも強気でケンカっ早いが案外小心者。入学試験でカンニングをするが試験官の桜子に見つかり、それをネタにゆすられる。入学当時は津田沼に憧れていたが酒癖の悪さに幻滅する。密成は実の兄だが口ゲンカばかりしている。作品終盤でくじ引きにより「ピーナッツ娘。」の6期メンバーとなり「ユキティ」の愛称で呼ばれる。
バラバラになっていたピーナッツ娘。メンバーの心をつなぎとめ、やがて100人を超える大所帯にまで育て上げる。
榎戸 麗市（えのきど れいいち）
自称IQ300を超える天才でスポーツ万能なのだが、才能の使いどころがズレている。常に学生服で、渦巻状の目（自在に変形させることができる）と、ひょろひょろと頼りない見た目が特徴。由貴緒とは幼なじみで片想いしている。
卒業後は密成と共にピーナッツ娘。の振付師に。
大貫 マキ（おおぬき マキ）
英語の講師。ろくに就職活動もせずに、卒業後真っ先に講師の職に就く。津田沼とは同い年。明日香達と仲が良いが、桜子以上に腹黒で、桜子の巧妙なカンニングペーパーなどの不正も瞬時に見抜き、敵に回すと恐ろしい存在。帰国子女なので語学は堪能だが忘れっぽく、腹黒さも相まって面倒な時は講義をサボるので「不良講師」の名を欲しいがままにしている。大学卒業して間もない明日香と桜子に事務のバイトを紹介したのも彼女。
最終話で大学講師をあっさり辞め、ニューヨークへ渡るが、渡米の目的は忘れてしまった。

### その他の人物
千葉の伝道師
とにかく千葉を愛し、千葉のローカルネタを路傍で人々に伝授するサングラスをかけたナゾの男。「なのはな体操」にまつわるエピソードではピーナッツ娘。に強く影響を与える。その正体は不明だが、作内には未散が正体であるかのように匂わすシーンがいくつか描かれている。なお三咲姉弟は作者の出身地である東京都板橋区在住である。
東総元
ユーカリ・パキンの友人。中国人留学生。
ナメカーノ・サルバトーレ
ユーカリ・パキンの友人。イタリア人留学生。
ピーナッツ娘。
モデルは「モーニング娘。」。全員千葉県出身のローカルアイドルユニットの触れ込みでデビューしたが、千葉の伝道師のツッコミによって千葉県出身ではない疑惑が急浮上する。全員ピーナッツは苦手。
当初は大学の学園祭に呼ばれたアイドルとして登場した一発キャラだったが、矢切真知の登場に合わせて詳細な設定ができ、彼女らがメインとなる話もいくつか描かれた。千葉ではかなり有名らしく、紅白歌合戦にも出場したことがある（彼女らが千葉県外で活動できるのは、年に一度この紅白に出演するときのみである）。「ナノハナ」、「ミニピナ。」など別ユニットも存在する。
『猫喫茶いぬい』ではピーナッツ娘。の流れをくむ新グループ、ピーナッツガールズが登場しており、リーダーの篠 綺咲（しの きさき）をリーダーとして国民的アイドルグループへと成長している。
- 2000年当時のメンバー
  - 中山 袖子（なかやま しゅうこ）　モデル:中澤裕子
初代リーダー。「数々の修羅場をくぐり抜けてきた」らしく、矢切の紹介で桜子と会った時、彼女がただ者じゃない事を感じ取る。同時に明日香がただ者であることも感じ取る。興奮すると関西弁になる。後に卒業してソロデビューしたと思われる。通称「袖ちゃん」。
  - 飯岡 香割（いいおか かわり）　モデル:飯田圭織
通称「カワリン」。メンバー中もっとも千葉への思い入れを持ち、千葉の名産をバカにすると怒る。地球の言葉とは思えない言語をしゃべり、UFOを呼び出すこともできるため、地球外生命体の疑惑がある。常に体から電波を発しているらしく、飯岡のそばでは携帯電話がつながりにくくなり、ラジオに雑音が入る。
  - 安食 にゃつみ（あじき にゃつみ）　モデル:安倍なつみ
通称は「にゃっち」。太っている事を非常に気にしている。中山の卒業後は、公言はしていないもののみんなをまとめる存在に。
  - 保田 佳（ほた けい）　モデル:保田圭
人気がないのを非常に気にしている。元ネタとなった保田（やすだ）圭も千葉県（富津市）出身である。
  - 矢切 真知　モデル:矢口真里
矢切真知の項目参照。
  - 成東 真希（なるとう まき）　モデル:後藤真希
暴走族の現リーダーでもある。組織を動かしてCDの買い占めをさせるが、自身のソロデビューシングルを部下が大量に万引きして手に入れたため、売上げは伸びなかった。愛称は「なるとマキ」「なるちん」。
  - 国吉 みとみ（くによし みとみ）　モデル:吉澤ひとみ
通称「くにヨッスィー」。無口で天然。作中1回しかしゃべった事がない。頭はいいらしい。生肉を好む。
  - 志津 のそ美（しづ のそみ） モデル:辻希美
通称「シズちゃん」「のそ」。
  - 鴨川 和依（かもがわ わい）　モデル:加護亜依
通称「カモちゃん」「ワイボン」。上2人は現役中学生で、集まっているときに学校の宿題を解いていたりする。
  - 検見川 流華（けみがわ るか）　モデル:石川梨華
アイドルにあこがれて入ったものの、裏事情を知りやや後悔しているが、意外とちゃっかりもしている。
- 5期加入メンバー
  - 船橋 雷（ふなばし らい）　モデル:高橋愛
  - 本納 わさ美（ほんのう わさみ）　モデル:紺野あさ美
  - 小見川 輪琴（こみがわ わこと）　モデル:小川麻琴
  - 新木 煮沙（あらき にさ）　モデル:新垣里沙
- 6期加入メンバー
  - 里見 由貴緒　モデル:藤本美貴（加入前からいたキャラだが、愛称がユキティのため）。
里見由貴緒の項参照。

なお、98年当時は5人組で、中山と飯岡の他にメンバーが3人いる。
那須香（なすか）
桜子が小学校での教育実習の時に受け持った教え子。気だるげなところ、片づけが苦手なところが明日香に似ている。実際明日香とは言葉を交わさずとも波長が合う。
菫子（すみれこ）
同じく桜子の教え子。したたかで自分勝手なところが桜子に似ている。桜子は自分を見るようでかなり手を焼いた模様。津田沼に好意を寄せていたが、酒癖の悪さを目の当たりにし二度と彼の名を口にしなくなったという。が、最終回で津田沼との再会を思い頬を染めるシーンがあり、彼女の中では初恋の思い出として残っているようだ。
濡田妻（ぬだつま）
同じく桜子の教え子。苦労人なところ、帽子を良くかぶっているところが津田沼に似ている。
恩田　仁（おんだ ひとし）
同じく桜子の教え子。菫子の尻に敷かれているようで、お笑い芸人系のキャラクターが誉田に似ている。
実は誉田の兄弟。恩田は母親の姓。終盤では兄の身長をあっさり越えるほど成長する。
柏 今日子（かしわ きょうこ）
明日香の次姉。結婚と離婚を2度繰り返し、実家に居付く。やはり無気力気味だが、三姉妹の中では比較的まともなようだ。
柏 カコ（かしわ カコ）
明日香の長姉。発する格言は含蓄があるようでいてどこか穴だらけ。しかし明日香の将来の進路に大きな影響を与える。存在は2巻から確認されているが、実際に出てきたのは最終回直前の1回のみ。10年ほど放浪していたため実家には殆どいない。性格は無気力を通り越して「あるがまま」。
三咲 美咲（みさき みさき）
未散・ちとせの娘。産まれる前は十中八九男だと言われていた。外見・内面共にちとせにしか似ていないのは永久に謎のまま。伯母である桜子に対してよくなつくが、実父である未散には殆どなつかない。やはり春産まれ。
『猫喫茶いぬい』では未散とともに準レギュラーキャラとして登場。好奇心旺盛な性格で時々核心的な所を突くことも。最終回では成長し、未散と共に猫喫茶いぬいを切り盛りしている。

## 単行本
竹書房より「バンブーコミックス」として刊行。
作者の学生時代および卒業以降の旅行記である「実録サボテンキャンパス」「しなしなぶらり旅」が巻末に収録されている（明日香と桜子のモデルとなった人物が登場することがある）。またカバー下には描き下ろし4コマ「サボテン仮面コピアポア」「サボテン仮面ユーフォルビア」が収録されている。
1. 第1巻（1996年6月17日発行） ISBN 4-8124-5057-8
2. 第2巻（1997年3月27日発行） ISBN 4-8124-5126-4
3. 第3巻（1998年1月13日発行） ISBN 4-8124-5168-X
4. 第4巻（1998年12月27日発行） ISBN 4-8124-5266-X
5. 第5巻（1999年9月27日発行） ISBN 4-8124-5315-1
6. 第6巻（2000年4月27日発行） ISBN 4-8124-5362-3
7. 第7巻（2000年12月17日発行） ISBN 4-8124-5448-4
8. 第8巻（2001年6月17日発行） ISBN 4-8124-5510-3
9. 第9巻（2002年4月16日発行） ISBN 4-8124-5630-4
10. 第10巻（2002年12月27日発行） ISBN 4-8124-5742-4
11. 第11巻（2003年8月17日発行） ISBN 4-8124-5826-9

### 文庫版
竹書房より「竹書房漫画文庫」として刊行されている。毎巻書き下ろし4コマ（4巻では『まんがくらぶオリジナル』2008年5月号で描かれた復活漫画も収録）が掲載され、各巻の表紙を飾ったキャラのしおりが封入されている。しかしコミックス版と違い、本編は5巻までで、「サボテン仮面コピアポア」「サボテン仮面ユーフォルビア」は5巻末に、「実録サボテンキャンパス」「しなしなぶらり旅」は6巻に収録。セリフ等に細かい修正が入っている箇所がある。
1. 第1巻（2008年4月19日発売）ISBN 978-4-8124-3459-8
表紙:柏明日香。単行本1～3巻途中。
2. 第2巻（2008年4月19日発売）ISBN 978-4-8124-3460-4
表紙:三咲桜子。単行本3巻途中～5巻途中。
3. 第3巻（2008年5月19日発売）ISBN 978-4-8124-3461-1
表紙:誉田武。単行本5巻途中～7巻。
4. 第4巻（2008年5月19日発売）ISBN 978-4-8124-3462-8
表紙:津田沼聡。単行本8巻・9巻。
5. 第5巻（2008年6月19日発売）ISBN 978-4-8124-3463-5
表紙:三咲未散。単行本10巻・11巻。
6. 第6巻（2008年6月19日発売）ISBN 978-4-8124-3464-2
表紙:みずしな孝之。単行本2巻～11巻の実録物を収録。